# 南嶽区
南嶽区（なんがく-く）は中華人民共和国湖南省衡陽市に位置する市轄区。

## 行政区画
- 街道：祝融街道
- 鎮：南嶽鎮
- 郷：寿嶽郷